# Edward Henry Bickersteth
Edward Henry Bickersteth, född den 25 januari 1825 i Islington, död den 16 maj 1906 i London, var en engelsk biskop, psalmförfattare och skald. Han var son till Edward Bickersteth och far till Edward Bickersteth.
Bickersteth studerade i Cambridge och blev teologie doktor. Han prästvigdes 1848, blev domprost i Gloucester 1885 och biskop i Exeter samma år. Bickersteth utgav flera dikt- och sångsamlingar. ”Vemodsdraget i hans diktning ger den en starkt personlig färg”, skriver Oscar Lövgren.

## Psalmer
- Frid, verklig frid nr 321 i Svenska Missionsförbundets sångbok 1920, nr 527 i Sionstoner 1935
- With thankful hearts our songs we raise nr 1148  i The Church Hymn book 1872 (1841)